# Der Schiffbruch (Goya)
El naufragio, Der Schiffbruch, ist ein Gemälde von Francisco de Goya (1746–1828) aus dem Jahr 1793/94. Es gehört zu einer Serie von sechs sogenannten Kabinettstücken tragischen Charakters, die der Künstler auf Zinkblechtafeln gemalt hatte. Es beschreibt die dramatische Szene eines Schiffbruchs als Metapher für die Hilflosigkeit der Menschen, die den Kräften der Natur ausgesetzt sind. Das Bild gehört heute zum Bestand der Sammlung Plácido Arango in Madrid.

## Beschreibung
Bei dem Gemälde handelt es sich um ein Werk im Hochformat, das Francisco de Goya in der Technik der Ölmalerei nicht auf einer Leinwand, sondern auf einem Zinkblech anfertigte; es hat die Abmessungen von 43,2 mal 32 Zentimetern. Eine lückenlose Provenienz ist nicht überliefert. Im Jahr 1900 befand sich das Bild bei einem Marquis von Castro Serna in Madrid, danach bei einem Marquis von Oquendo und dann in der heutigen Sammlung.
Gezeigt werden einige menschliche Figuren, die versuchen, sich aus den tosenden Wellen des Meeres auf die Felsen am Ufer zu retten. In der rechten oberen Ecke befinden sich dunkle Wolken, während sich in der unteren linken Ecke die hellen schäumenden Wellen an dem Felsen brechen. Drohend ragt von links eine schräge Klippe in die Bildmitte. Darunter sind die Überreste des Schiffes nur noch zu erahnen. Das Wrack selbst ist nicht deutlich zu erkennen, nur zwei im Wasser treibende Fässer weisen darauf hin. Da in jener Zeit die Fähigkeit des Schwimmens nicht weit verbreitet war, ist eine Person links im Vordergrund so dargestellt, als wenn sie dabei wäre, vor Erschöpfung zu ertrinken. Andere Schiffbrüchige helfen, sich gegenseitig auf die Felsen zu ziehen. Hauptfigur in diesem Gemälde ist eine aufrecht stehende Frau in zerrissener, in leuchtenden Farben gemalter Kleidung, die ihre Arme verzweifelt in die Höhe reckt, um göttliche Hilfe zu erbitten. Vor ihr liegt ein unbekleideter Mann auf dem Rücken. Goya hat in seinem Werk oft Personen mit ähnlich erhobenen Armen in verschiedenen Bedeutungen dargestellt. In diesem Bild ist diese Pose ein Symbol für die hoffnungslose Situation der Schiffbrüchigen. Goya nutzt in diesem Bild das Gewicht der plausiblen durchnässten Kleidung dieser Frau zu einer teilweise entblößten Darstellung ihrer Brust. Ihr Blick ist in den Himmel gerichtet, genau zu einer im Fluchtpunkt der Perspektive, am Rande der abziehenden schwarzen Sturmwolken, sich öffnenden schwachen orangefarbenen Auflockerung, deren zu erahnendes Sonnenlicht die Figuren auf den Felsen und im Wasser theatralisch beleuchtet. Die Oberkante der dominierenden Klippe am linken Bildrand führt in der Verlängerung ebenfalls hin zu dieser sonnig-orangen angedeuteten Wolkenlücke.

## Deutung
Das Gemälde soll als Metapher für die Hilflosigkeit des Menschen angesichts der Kräfte der Naturgewalten aufgefasst werden. Die Landschaft bleibt künstlerisch gesehen distanziert vom Schicksal der Menschen, denn für sie sind Menschenschicksale naturbedingt unerheblich. Diese Auffassung des Bildes von Goya weist bereits auf die spätere Romantik und ihre in der Kunstgeschichte postulierten Ästhetik des Erhabenen hin. In diesem Werk stellt der Maler die Situation der Menschen, im Gegensatz zu anderen seiner Composiciones, als zutiefst hoffnungslos dar. Seine Stärke zeigt sich in diesem Werk darin, dass er jeder Person in dieser theatralischen Inszenierung ihren individuellen Platz im Kampf ums Überleben zugeteilt hat. Die Darstellung nackter, verzweifelter Menschen, in diesem Bild der im Vordergrund auf dem Rücken liegende Mann, beschäftigte Goya in den Jahren nach einer Krankheit, die ihn schließlich völlig ertauben ließ und ihn mehrmals bewog, das genrehafte spanische Lokalkolorit in seiner Malerei zu verlassen. So sind nackte Menschen in seinen Gemälden Interior de prisión (Gefängnisinneres, um 1793) und Corral de locos (Hof der Irren, 1793/94) zu erkennen.

## Ausstellungen
- 1900: Colección Marqués Castro Serna. in Madrid
- 1928: Pinturas de Goya. Museo del Prado, Madrid (April bis Mai)[5]
- 1983: Goya en las colecciones madrileñas. Museo del Prado, Madrid (April bis Juni)[6]
- 1986: Goya nelle collezioni. in Lugano (15. Juni bis 15. Oktober)
- 1992: Goya. in Zaragoza (18. Juni bis 18. Oktober)
- 1993/94: Goya. El capricho y la invención. Museo del Prado, Madrid (19. November bis 15. Februar)[7]
- 2000: Goya’s Realism. in Kopenhagen (11. Februar bis 7. Mai)
- 2005: Goya, Prophet der Moderne. Alte Nationalgalerie Berlin (13. Juli bis 3. Oktober)
- 2008: Goya e italia. in Zaragoza (1. Juni bis 15. September)[8]